# Unione Sportiva Grosseto 1948-1949
Questa pagina raccoglie le informazioni riguardanti l'Unione Sportiva Grosseto nelle competizioni ufficiali della stagione 1948-1949.

## Rosa
| N. |                   | Ruolo | Calciatore         |
| -- | ----------------- | ----- | ------------------ |
|    | Italia (bandiera) | A     | Bandino Bandini    |
|    | Italia (bandiera) | A     | Fabrizio Bartolini |
|    | Italia (bandiera) | A     | Gianni Basile      |
|    | Italia (bandiera) | C     | Astolfo Benini     |
|    | Italia (bandiera) | D     | T. Caporiccio      |
|    | Italia (bandiera) | A     | A. Caroli          |
|    | Italia (bandiera) | C     | Marino Conforti    |
|    | Italia (bandiera) | P     | Aldo D'Ambrosi     |
|    | Italia (bandiera) | C     | Alberto Fommei     |

| N. |                     | Ruolo | Calciatore      |
| -- | ------------------- | ----- | --------------- |
|    | Ungheria (bandiera) | C     | L. Fuzessy      |
|    | Italia (bandiera)   | P     | Alfeo Ghilli    |
|    | Italia (bandiera)   | C     | L. Malerba      |
|    | Italia (bandiera)   | A     | Piero Masoni    |
|    | Italia (bandiera)   | A     | Enzo Niccolai   |
|    | Italia (bandiera)   | C     | Stelio Puccetti |
|    | Italia (bandiera)   | D     | Amedeo Vincenzi |